# Jüdische Gemeinde Böchingen
Die jüdische Gemeinde Böchingen in Böchingen bestand  bis 1940. Sie fiel in den Zuständigkeitsbereich des Bezirksrabbinat Landau.

## Geschichte
Bereits im 16. Jahrhundert lebten drei jüdische Familien auf dem Gebiet von Böchingen. Ab Beginn des 19. Jahrhunderts stieg die Zahl der Mitglieder der jüdischen Gemeinde, zu der auch die jüdischen Einwohner von Burrweiler gehörten, stark an. 1852 erreichte sie ihren Höchststand. Zu diesem Zeitpunkt stellten die Mitglieder der jüdischen Gemeinde 25 Prozent der Bevölkerung von Böchingen. Die Gemeinde gehörte zum Bezirksrabbinat Landau. Ab der Mitte des 19. Jahrhunderts kam es zu einer Auswanderungswelle, vorwiegend in die Vereinigten Staaten sowie zur Abwanderung in Folge der zunehmenden Industrialisierung in die Städte. Dies hatte zur Folge, dass die Mitgliederzahl der jüdischen Gemeinde stark zurückging. 1933 lebten nur noch ca. 45 Einwohner jüdischen Glaubens in der Gemeinde. Ab 1933, nach der Machtergreifung Adolf Hitlers, wurden die jüdischen Einwohner immer mehr entrechtet. Zudem kam es immer wieder zu antijüdischen Aktionen. Dies hatte zur Folge, weitere Mitglieder der jüdischen Gemeinschaft Böchingen verließen. Nach den Novemberpogromen 1938 verließen bis Anfang 1940 alle jüdischen Einwohner Böchingen. Somit war die Gemeinde erloschen.

### Entwicklung der jüdischen Einwohnerzahl
| Jahr | Juden      | Jüdische Familien | Bemerkung                                |
| ---- | ---------- | ----------------- | ---------------------------------------- |
| 1548 |            | 3                 |                                          |
| 1759 |            | 22                |                                          |
| 1773 | 62         | 13                |                                          |
| 1777 | 87         | 18                |                                          |
| 1808 | 80         |                   |                                          |
| 1815 | 122        |                   |                                          |
| 1823 | 176        |                   |                                          |
| 1835 | 212        |                   |                                          |
| 1852 | 240        |                   | 25 Prozent der Bevölkerung vom Böchingen |
| 1861 | 187        |                   |                                          |
| 1871 | 160        |                   |                                          |
| 1875 | 154        |                   |                                          |
| 1895 | 119        |                   |                                          |
| 1900 | 115        |                   |                                          |
| 1910 | 90         |                   |                                          |
| 1924 | 70         |                   |                                          |
| 1933 | 42 oder 45 |                   | Unterschiedliche Angaben in den Quellen  |
| 1936 | 40         |                   |                                          |
| 1937 | 36         |                   |                                          |
| 1938 | 33         |                   |                                          |

Quelle: alemannia-judaica.de; jüdische-gemeinden.de

## Einrichtungen

### Synagoge
Die 140 m² große Synagoge wurde 1828 in der Hauptstraße 29 errichtet. Bei den Novemberpogromen 1938 wurde die Synagoge verwüstet und ging in das Eigentum der Gemeinde Böchingen über. Nachdem die Synagoge 1950 an die Jüdische Kultusgemeinde der Rheinpfalz zurückgegeben worden war, wurde sie 1951 abgerissen. Am Standort der ehemaligen Synagoge befindet sich seit 1997 eine Gedenktafel.

### Mikwe
Die erste Mikwe befand sich in einem Privathaus in der Eckgasse. 1830 wurde eine neue Mikwe in der Eckgasse 9 erbaut. Das Badehaus der Mikwe ist noch heute erhalten. 

### Friedhof
Die Gemeinde verfügte über keinen eigenen Friedhof. Die Verstorbenen wurden auf dem jüdischen Friedhof Essingen beigesetzt.

### Schule
Die Gemeinde verfügte mindestens seit 1813 über eine eigene Schule. 1837 war diese im Haus des Lehrers untergebracht. 1856 errichtet die jüdische Gemeinde ein eigenes Schulgebäude mit Wohnung für den Lehrer direkt neben der Synagoge in der Hauptstraße 29. Das 240 m² große Gebäude diente bis ca. 1932 als Schulgebäude. Es wurde 1954 verkauft und zu einem noch heute genutzten Wohnhaus umgebaut. Zeitweise war ein eigener Lehrer angestellt, der auch die Aufgaben des Vorbeters und Schochet innehatte.

## Opfer des Holocaust
Das Gedenkbuch – Opfer der Verfolgung der Juden unter der nationalsozialistischen Gewaltherrschaft 1933–1945 und die Zentrale Datenbank der Namen der Holocaustopfer von Yad Vashem führen 39 Mitglieder der jüdischen Gemeinschaft Böchingen (die dort geboren wurden oder zeitweise lebten) auf, die während der Zeit des Nationalsozialismus ermordet wurden.